# مسجد الملك سعود
مسجد الملك سعود يقع في وسط مدينة جدة في منطقة البلد (الشرفية) على مساحة 9700 متر مربع. ويعد أكبر مسجد في المدينة حيث يتسع لخمسة آلاف مصل.
يعد مشروع مسجد الملك سعود بجدة أحد مشاريع مجموعة بن لادن السعودية.

## التصميم
يتألف المسجد من جدران وقناطر ضخمة الإنشاء. فالركائز التي تحمل وزن قبة مسجد الملك سعود في جدة، التي ترتفع إلى 140 متر، مصنوعة من الطوب الصلب يبلغ عرضه ستة أمتار. المباني العديدة التي اقامها الوكيل تسير بخطى أسرع نحو الإنجاز من المباني الحديثة.

## الإنشاء
فبينما يحتاج لوح الخرسانة العادي المصبوب إلى ما بين اسبوعين وثلاثة اسبايع كي يجب قبل ازالة الإنشاء المؤقت بصورة مأمونة، فان القوالب الخشبية للقناطر الاسطوانية الضخمة التي يبنيها الوكيل يتم نزعها بعد 24 ساعة من صف حجارة الطوب. ويمكن لعامل أو عاملين ماهرين ان ينجزا بناء القباب المصنوعة من الطوب خلال 5 - 10 أيام دون الاستعانة باية قوالب. ويتم صف حجارة الطوب حلقة فوق أخرى بواسطة عمود خشبي بسيط يدور حول مسمار ارشاد مركزي.

## المهندس المعماري
مسجد شاطئ الكورنيش من تصميم المهندس المعماري عبد الواحد الوكيل. إشراف: كوستز

## صور

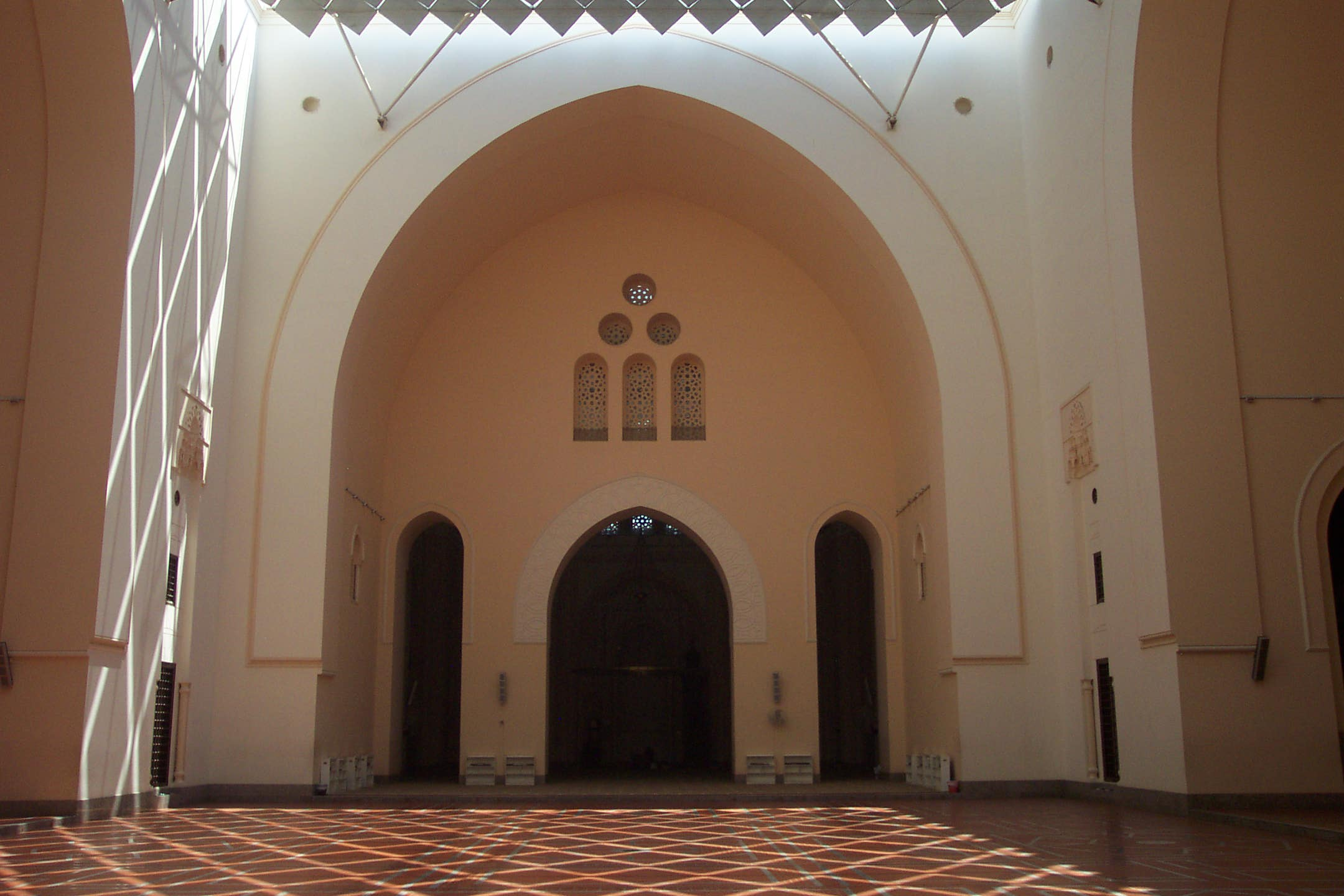
مسجد الملك سعود في جدة، السعودية
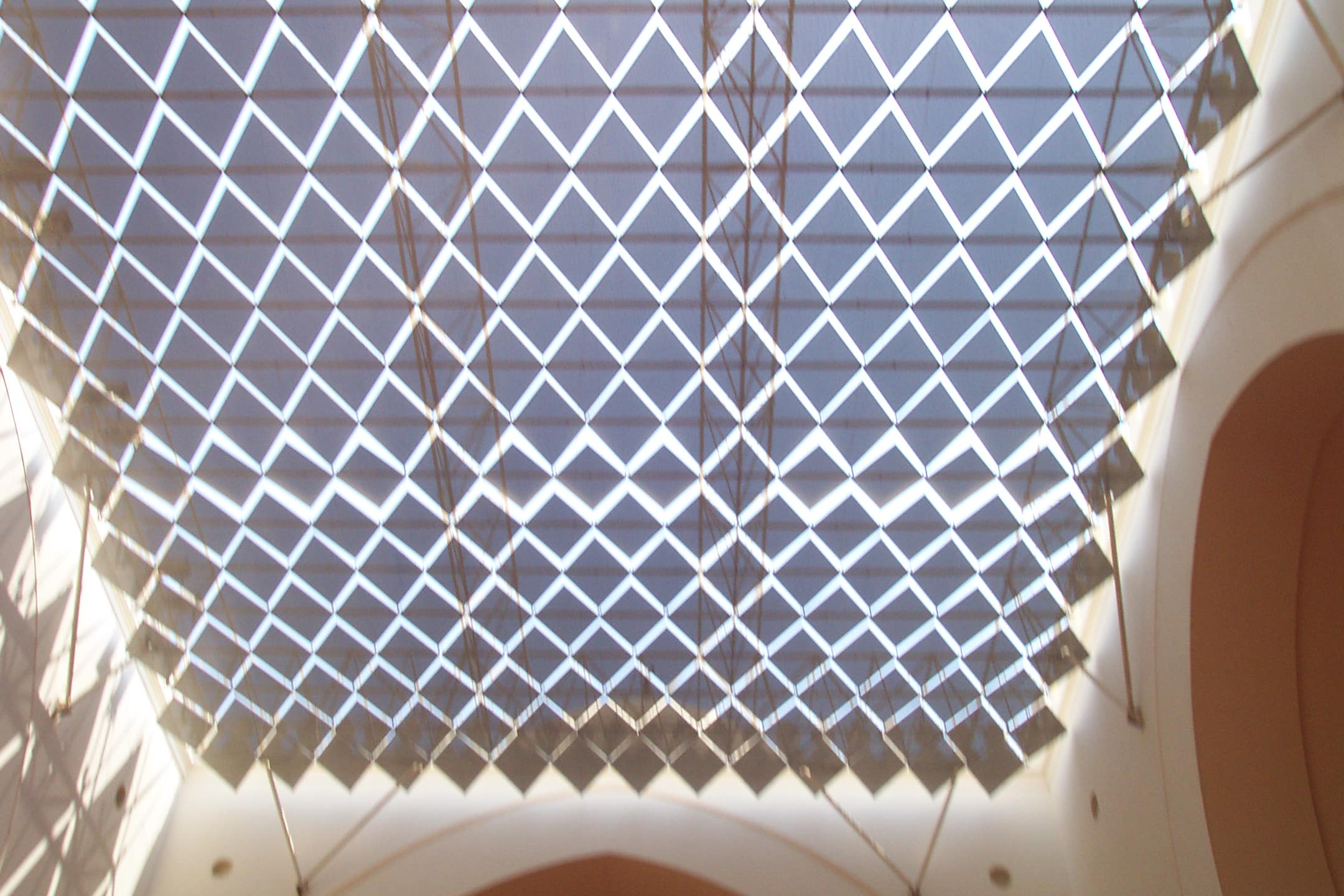
مسجد الملك سعود في جدة، السعودية
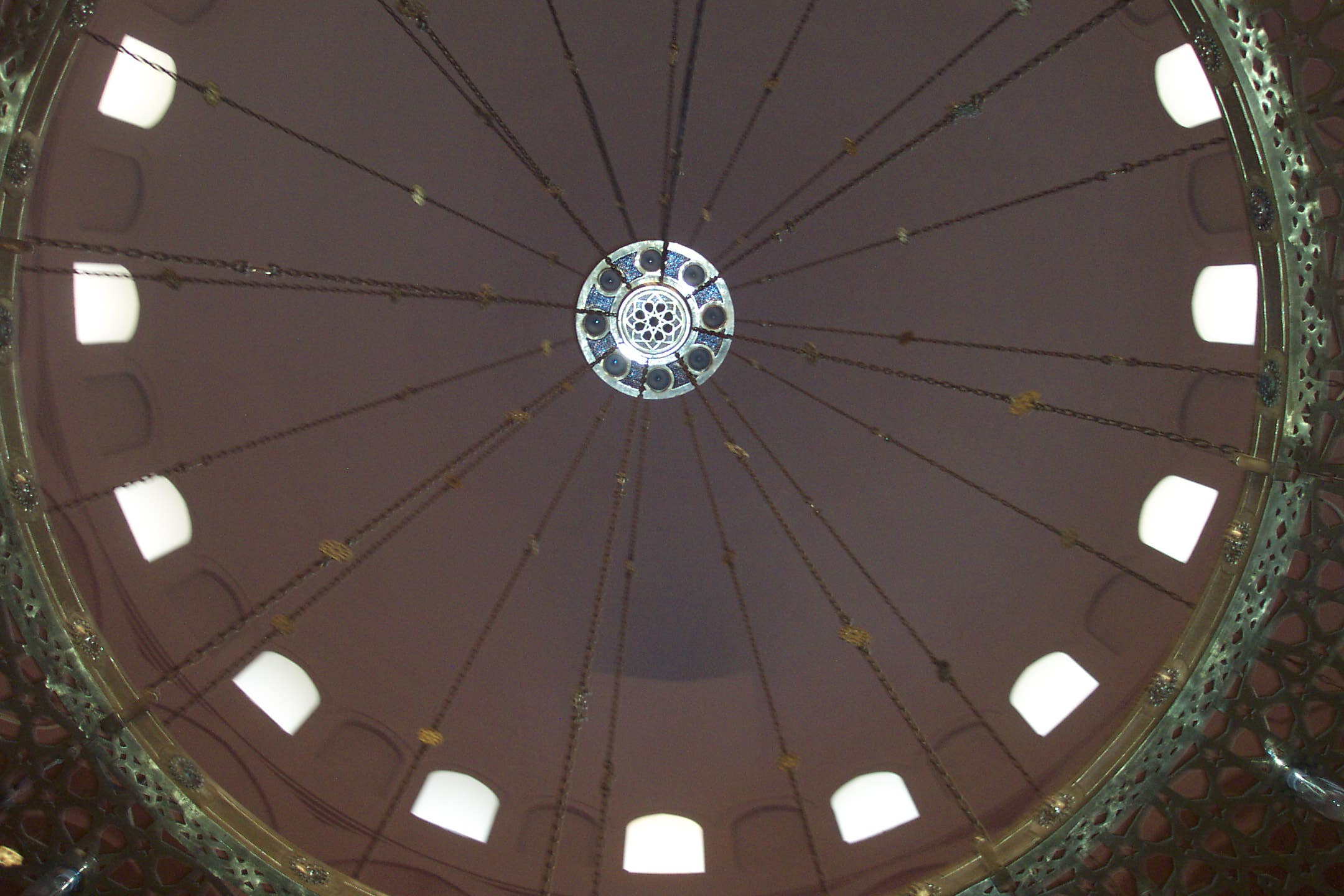
مسجد الملك سعود في جدة، السعودية

## انظر ايضًا
- عبد الواحد الوكيل